# Jade Armor
Jade Armor (Originaltitel L'armure de Jade) ist eine französische Animationsserie, die von TeamTO in Zusammenarbeit mit France Télévisions, Super RTL und HBO Max produziert wurde. Die Premiere fand am 7. September 2022 auf France 4 und die deutschsprachige Erstausstrahlung am 29. Oktober 2022 über RTL+ statt. Die deutschsprachige Synchronisation entsteht nach den Dialogbüchern von Felix Strüven sowie unter der Dialogregie von Tanja Dohse. Die deutschsprachige TV-Premiere fand am 4. November 2022 auf Super RTL statt.

## Handlung
Lan Jun, ein ganz normales junges Mädchen, wohnt mit ihrer Familie in der Metropole Ban Tang. Doch an ihrem 13. Geburtstag erfährt sie, dass sie die neue auserwählte Jade Armor ist. Sie verwandelt sich in die Kung-Fu-Heldin, die die Stadt vor dem bösen Crimson Lord beschützt.

## Figuren
Lan Jun „L.J.“
Lan Jun ist ein aufgewecktes, junges Mädchen mit einem stark ausgeprägten Gerechtigkeitssinn. Oftmals versucht sie, es allen recht zu machen, und bringt sich dadurch in chaotische Situationen, weil sie sich in ihrer Rolle als Jade Armor übernimmt.
Sinan
Sinan ist ein energiegeladener Fanboy, der von Martial-Arts-Filmen besessen ist – vor allem von schlechten Filmen... Er kann nicht glauben, dass seine beste Freundin wirklich Jade Armor ist! Sein sehnlichster Wunsch ist es Jades Sidekick zu werden. Aber wenn die Realität einsetzt, ist er sich nie ganz sicher, was diese „Kampfbewegungen“ angeht... Deswegen unterstützt er Lan Jun so gut er kann und ist ein loyaler Freund, auf den man sich immer verlassen kann.
Alisha
Alisha ist das genaue Gegenteil von ihrer besten Freundin Lan Jun: Sie ist sachlich, zurückhaltend und scheinbar emotionslos. Hinter Alishas geradlinigem Auftreten verbirgt sich jedoch eine tiefsitzende Liebe und Loyalität, wenn es um ihre Freunde geht.
Crimson Lord
Nachdem er seine körperliche Gestalt verloren hat, ist der Crimson Lord entschlossen, die Splitter zu finden und seine rote Rüstung wieder zusammenzusetzen. Erst dann wird er seine volle Gestalt wiedererlangen und die Welt erobern. Nichts wird ihn aufhalten, nicht einmal die Jade-Rüstung. Leider wird sein Plan durch die Tatsache behindert, dass er sich in seinem derzeitigen flüssigen Zustand hauptsächlich in einem Eimer aufhält – getragen von seinem Diener Will. Die Erniedrigung bringt sein flüssiges Selbst zum Kochen.
William „Will“
Will ist der Cousin des Crimson Lord. Er tut alles, um seiner berühmt-berüchtigten bösen Blutlinie zu dienen. Will hält den Crimson Lord in seinem verletzlichen, wässrigen Zustand, trägt seinen Eimer und andere seltsame Empfänger und führt seine Befehle aus.

## Episodenliste
| Nr.     | Deutscher Titel           | Originaltitel              | Dt. Premiere (RTL+) | Premiere (France 4) |
| ------- | ------------------------- | -------------------------- | ------------------- | ------------------- |
| 1       | Das Geschenk              | Le don                     | 29.10.2022          | 07.09.2022          |
| 2       | Das Chaos                 | Le désordre                | 29.10.2022          | 07.09.2022          |
| 3       | Das Gespräch              | La conversation            | 29.10.2022          | 14.09.2022          |
| 4       | Die böse Doppelgängerin   | L’oeil du tigre            | 29.10.2022          | 14.09.2022          |
| 5       | Wildes Ban Tang           | Beasticon rebelle          | 29.10.2022          | 21.09.2022          |
| 6       | Die Würfel sind gefallen  | La gravité de la situation | 29.10.2022          | 21.09.2022          |
| 7       | Marionetten               | Les marionnettes           | 29.10.2022          | 28.09.2022          |
| 8       | Vergeben und vergessen    | Le kidnapping              | 29.10.2022          | 28.09.2022          |
| 9       | Sag kein Wort!            | Motus et bouches cousues   | 29.10.2022          | 05.10.2022          |
| 10      | Xinyan der Große          | L’ascension de Xinyan      | 29.10.2022          | 05.10.2022          |
| 11      | Kais dunkle Seite         | Que le spectacle continue  | 29.10.2022          | 12.10.2022          |
| 12      | Das Körpertausch-Chaos    | Le chaton                  | 29.10.2022          | 12.10.2022          |
| 13      | Das fünfte Beasticon?     | La station                 | 29.10.2022          |                     |
| 14      | Der Fantasie-Schlüssel    | La classe tout risque      | 15.11.2022          |                     |
| 15      | Das Parfüm                | Le parfum                  | 16.11.2022          |                     |
| 16      | Alle lieben Jade          | La convention des héros    | 17.11.2022          |                     |
| 17      | Der Beastibot             | Le beastibot               | 18.11.2022          |                     |
| 18      | Der Granatapfel           | Le fruit                   | 19.11.2022          |                     |
| 19      | Der grüne Blitz           | Le singe infiltré          | 20.11.2022          |                     |
| 20      | Der Faden                 | Le bracelet de l’amitié    | 23.11.2022          |                     |
| 21      | Der Filter                | Le filtre                  | 13.01.2023          |                     |
| 22      | Filmchaos in Ban Tang     | Jade noir                  | 13.01.2023          |                     |
| 23      | Durch die rosarote Brille | La vie en rose             | 13.01.2023          |                     |
| 24      | Die Zauberkugel           | Transparence               | 13.01.2023          |                     |
| 25      | Die Mondfinsternis        | Lune rouge                 | 13.01.2023          |                     |
| 26      | Für immer Jade            | Jade infinie               | 13.01.2023          |                     |
| Quelle: |                           |                            |                     |                     |